# Torta al rabarbaro
La torta al rabarbaro (in inglese rhubarb pie) è una torta dolce britannica.

## Caratteristiche
Oltre al rabarbaro a cubetti, la torta contiene quasi sempre una grande quantità di zucchero per bilanciare l'intensa acidità della pianta. Spesso la torta al rabarbaro contiene le fragole e, a volte, viene aromatizzata con la tapioca. Lo strato inferiore della torta è sempre a base di crosta dolce mentre le crostate al rabarbaro presentano una parte superiore a base di crosta dolce. Negli Stati Uniti, dove è anche popolare (soprattutto nella Nuova Inghilterra e nella regione delle Grandi Pianure), viene normalmente utilizzata una crosta superiore a forma di reticolo per la sua preparazione. Le torte e i dolci al rabarbaro sono molto richiesti anche in Canada, poiché tale pianta può sopravvivere nei climi freddi.

## Alimenti simili
In Germania viene cucinata la Rhabarber-Streuselkuchen, una variante della torta al rabarbaro con un impasto tenero e un rivestimento croccante conosciuto come streusel.